# Breynia podocarpa
Breynia podocarpa är en emblikaväxtart som beskrevs av Airy Shaw. Breynia podocarpa ingår i släktet Breynia och familjen emblikaväxter. Inga underarter finns listade i Catalogue of Life.